# Huysse
Huysse,,, en néerlandais Huise, est une section de la commune belge de Kruisem située en Région flamande dans la province de Flandre-Orientale. C'était une commune à part entière avant la fusion des communes de 1977 quand elle devient une section de Zingem puis de Kruisem à partir de 2019. 
Avant la fusion de 1977, la commune comportait les villages de Huysse et de Lozer. La commune fut divisée entre Zingem et Cruyshautem. En 2019, les deux villages ont été réunis au sein de la commune de Kruisem à la suite de la fusion de Zingem et Cruyshautem.

## Toponymie
Uscias (877), Usa (1080), Hvsse (1138), Hus (1149), Ussa (1163), de Domo (1167), Vsse (± 1185), Uzsa (1187), Usse (1218), Hucen (1225)

## Démographie

### Évolution démographique
- Sources : INS, Rem. : 1831 jusqu'en 1970 = recensements, 1976 = nombre d'habitants au 31 décembre[5].

## Bourgmestres
- 1804 - 1835 : François Maximilian Ghislain della Faille d'Huysse
- 1846 - 1873 : Adolphe Joseph Ghislain della Faille d'Huysse
- 1873 - 1926 : Gaëtan della Faille d'Huysse[6]
- 1927 - 1970 : Agnès della Faille d'Huysse

## Habitants célèbres
- Adalard de Corbie
- François-Auguste Gevaert
- Jules Wieme, Frère des écoles chrétiennes